# Mogyorósbánya
Mogyorósbánya  (németül Moderesch) község Komárom-Esztergom vármegyében, az Esztergomi járásban.

## Fekvése
A Gerecse északi nyúlványai alatt terül el, Tatabányától és Tatától egyaránt 28–28, Esztergomtól 15, Táttól 5 kilométer távolságra. Közelében található a Kőszikla-hegy.
A településre csak egy öt számjegyű, alsóbbrendű útvonal, a 10-es főútból Táton kiágazó 11 129-es út vezet, de közigazgatási területének legdélebbi részét egy rövid szakaszon megközelíti az 1124-es út is.

## Története
Mogyorósbánya (régi nevén Mogyorós) és környéke ősidők óta lakott hely, ahol kő- és római kori leletek kerültek elő a földből, de földvár maradványaira is bukkantak itt.
Első írásos említése 1269-ből való, ekkor Munorod, Munoros, 1277-ben Moniorous alakokban jelenik meg neve az oklevelekben.
Királynéi föld volt; 1269-ben Mária királyné Pál veszprémi püspök öccsének, Hontpázmány nemzetség-beli  Ármai Benedek ispánnak adta, s határát leíratta, mely elég pontosan követi a mai Mogyorósbánya határát.
1281-ben határát újból körülírják, ekkor Benedek ispán és fia Pál átadta (Zovárd nb.) „Karvai” Miklós mester fiainak, 1283-as osztozkodásuk alkalmával Miklósnak jut. 1294-ben Fenenna királyné elveszi tőlük, és újból Benedek ispán fiainak adja. 50 évvel később ismét előbbi tulajdonosainál, a Zovárd nemzetségbelieknél találjuk.
A település neve a török időkben nem szerepel az írásos adatok között – valószínűleg elpusztult – , később azonban lassan újranépesedett.
A Rákóczi-szabadságharc alatt a falu ismét lakatlanná vált, majd a 18. században szlovák telepesek érkeztek a településre.
1825-ben kőszenet fedeztek fel a település határában. A község ekkor kezdett el fejlődni. (Lásd:Dorog szénbányászata)
A község határában agyag- és mészkőbányákat is nyitottak.
A Mogyorós birtok a 19. század második felében Brzorad Rezsö volt, aki romantikus stílusú kastélyt épített a faluban. Az ő tulajdonában voltak a Mogyorós feletti hegyekben, a Szarkáspusztai birtokon lévő szénbányák is, ahol szintén szép kastélyt épített. A helyi temetőben nyugszik feleségével, Nedeczky Vilmával, az 1848-as magyar forradalomban kivégzett Nemescsó Török Ignácnak, a magyar szabadságharc tábornokának unokahúgával együtt. Vilma Mikszáth Kálmán író A gavallérok című könyvének is szereplője. Fiuk, Bezerédi Gyula szobrászművész szintén Moďorošban született.
A falu mai nevét 1902-ben kapta.

## Közélete

### Polgármesterei
- 1990–1994: Rózsahegyi Ferencné (független)[4]
- 1994–1998: Rózsahegyi Ferencné (független)[5]
- 1998–1999: Dániel Miklós (független)[6]
- 1999–2006: Prohászka Tibor György (független)[7]
- 2002–2006: Prohászka Tibor György (független)[8]
- 2006–2010: Havrancsik Tibor (független)[9]
- 2010–2014: Havrancsik Tibor Mihály (független)[10]
- 2014–2019: Havrancsik Tibor Mihály (független)[11]
- 2019–2024: Havrancsik Tibor (független)[12]
- 2024– : Havrancsik Tibor (független)[1]

A településen 1999. szeptember 19-én időközi polgármester-választást (és úgy tűnik, képviselő-testületi választást is) tartottak, aminek oka még tisztázást igényel, talán önfeloszlatásról dönthetett a korábbi képviselő-testület. A választás részletes adatai a Nemzeti Választási Iroda publikus nyilvántartása alapján nem állapíthatók meg.

## Népesség
A település népességének változása:
| Lakosok száma | 853  | 830  | 832  | 819  | 890  | 863  | 856  |
|               | 2013 | 2014 | 2015 | 2021 | 2022 | 2023 | 2024 |

A 2011-es népszámlálás során a lakosok 93,2%-a magyarnak, 8,5% németnek, 0,2% románnak, 13,5% szlováknak mondta magát (6,8% nem nyilatkozott; a kettős identitások miatt a végösszeg nagyobb lehet 100%-nál). A vallási megoszlás a következő volt: római katolikus 64,5%, református 2,2%, evangélikus 0,3%, görögkatolikus 0,2%, felekezeten kívüli 11,4% (21,1% nem nyilatkozott).
2022-ben a lakosság 91,5%-a vallotta magát magyarnak, 7,2% szlováknak, 1,1% németnek, 0,1% cigánynak, 3,1% egyéb, nem hazai nemzetiségűnek (8,5% nem nyilatkozott; a kettős identitások miatt a végösszeg nagyobb lehet 100%-nál). Vallásuk szerint 39,3% volt római katolikus, 2,6% református, 0,2% görög katolikus, 0,1% evangélikus, 0,1% izraelita, 0,6% egyéb keresztény, 0,6% egyéb katolikus, 15,8% felekezeten kívüli (40,6% nem válaszolt).

## Nevezetességei
- Római katolikus templom – A 12. században épült a romanika stílusában, a 18. században átépítették.[15] Homlokzat előtti tornyát gúlasisak fedi.
- A táti úton álló 1749-ben készült kőkereszt és kőkorpusz.
- Bezerédi Gyula szobrászművész 1858-ban itt született a községben.
- Itt halad át a Kinizsi Százas teljesítménytúra és 2006-2008 között a Terep Százas futóverseny, amelyeken Mogyorósbánya körülbelül a táv felénél fekszik, valamint az Országos Kéktúra.
- Brzarar-kastély